# 岡田屋鉄蔵
岡田屋 鉄蔵（おかだや てつぞう）は、日本の漫画家。女性。2016年から崗田屋 愉一（おかだや ゆいち）にペンネームを改め、旧ペンネーム（従来の連載作で使用）と併用している。

## 人物
2007年、『タンゴの男』（宙出版）でデビュー。2010年、『奇譚時代劇 千』（白泉社）発表後、時代劇ジャンルに活動の場を広げる。2011年、国芳一門を題材にした『ひらひら国芳一門浮世譚』（太田出版）で文化庁メディア芸術祭推薦作品に選出。2023年7月現在、『ヤングキングアワーズ』（少年画報社）にて『MUJIN-無尽-』、『コミック乱』（リイド社）にて『雲霧仁左衛門』を連載中である。

## 作品リスト

### 連載中
- MUJIN-無尽-（少年画報社『ヤングキングアワーズ』連載、2015年 - ）

（以下は崗田屋愉一名義）
- 雲霧仁左衛門（原作：池波正太郎、リイド社『コミック乱』連載、2018年 - ）

### 単行本
- 千夜一夜 しとねのひめごと（2009年、リブレ出版、ビーボーイコミックス）
- タンゴの男（2008年、宙出版、mellow mellow COMICS）
  - タンゴの男 the final（2013年、宙出版　上記単行本の内容に未収録作品と書き下ろし作品を併録）
- 千 長夜の契（2010年、白泉社、花丸コミックス・プレミアム）
- 千 螺旋の錠（2012年、白泉社、花丸コミックス・プレミアム）
- テルペノイド（2011年、リブレ出版、ビーボーイコミックス）
- ひらひら 国芳一門浮世譚（2011年、太田出版）
- ライアテア（2013年、白泉社、花丸コミックス・プレミアム）
- 極楽長屋（2013年、マッグガーデン、マッグガーデンコミックスEDENシリーズ）
- 口入屋兇次（2015年、集英社、ヤングジャンプコミックス、全3巻）
- MUJIN-無尽-（2015年-、少年画報社、ヤングキングコミックス、既刊13巻）

以下の単行本は崗田屋愉一名義
- 極楽長屋 新装版（2019年、リイド社、乱コミックス）
- 大江戸国芳よしづくし（2017年、日本文芸社、ニチブンコミックス）
- 雲霧仁左衛門（原作：池波正太郎、2019年-、リイド社、乱コミックス、既刊8巻）
- 堤鯛之進 包丁録 極楽長屋編（2019年、幻冬舎、バーズコミックス）
- 堤鯛之進 包丁録 江戸料理編（2021年、幻冬舎、バーズコミックス）

### 単行本未刊
- からふね 眠狂四郎異聞（原作：柴田錬三郎、集英社『グランドジャンプPREMIUM』連載、2017年 - 2018年）

### オムニバス
- マンガ訳 太宰治（2013年、実業之日本社）

### 挿絵
- 盲剣楼奇譚（小説、島田荘司作、『神戸新聞』連載、2017年 - 2018年）